# 欧乌鸫
欧乌鸫 又称欧亚乌鸫，是鶇屬的一種鸟类。其下有多個亞種，分佈與歐、亞、非和北美洲，是瑞典的國鳥。後來又被引入澳大利亞和新西蘭，并成為了澳大利亞當地的入侵物種。欧乌鸫是一種留鳥，但有些地方的亞種也會進行遷徙。
欧乌鸫是一種雜食動物，以昆蟲和漿果等為食。它們常栖于林区外围、小镇和乡村边缘。该物种的模式種廣泛分佈於歐洲各地。 雄性模式種通體黑色，有黃色的眼環和喙，而雌性和幼體的翎羽則呈黑褐色。兩性對繁殖地均具有領地意識，會威脅對侵犯領地的同類，但在遷徙時群居。

## 命名與分類

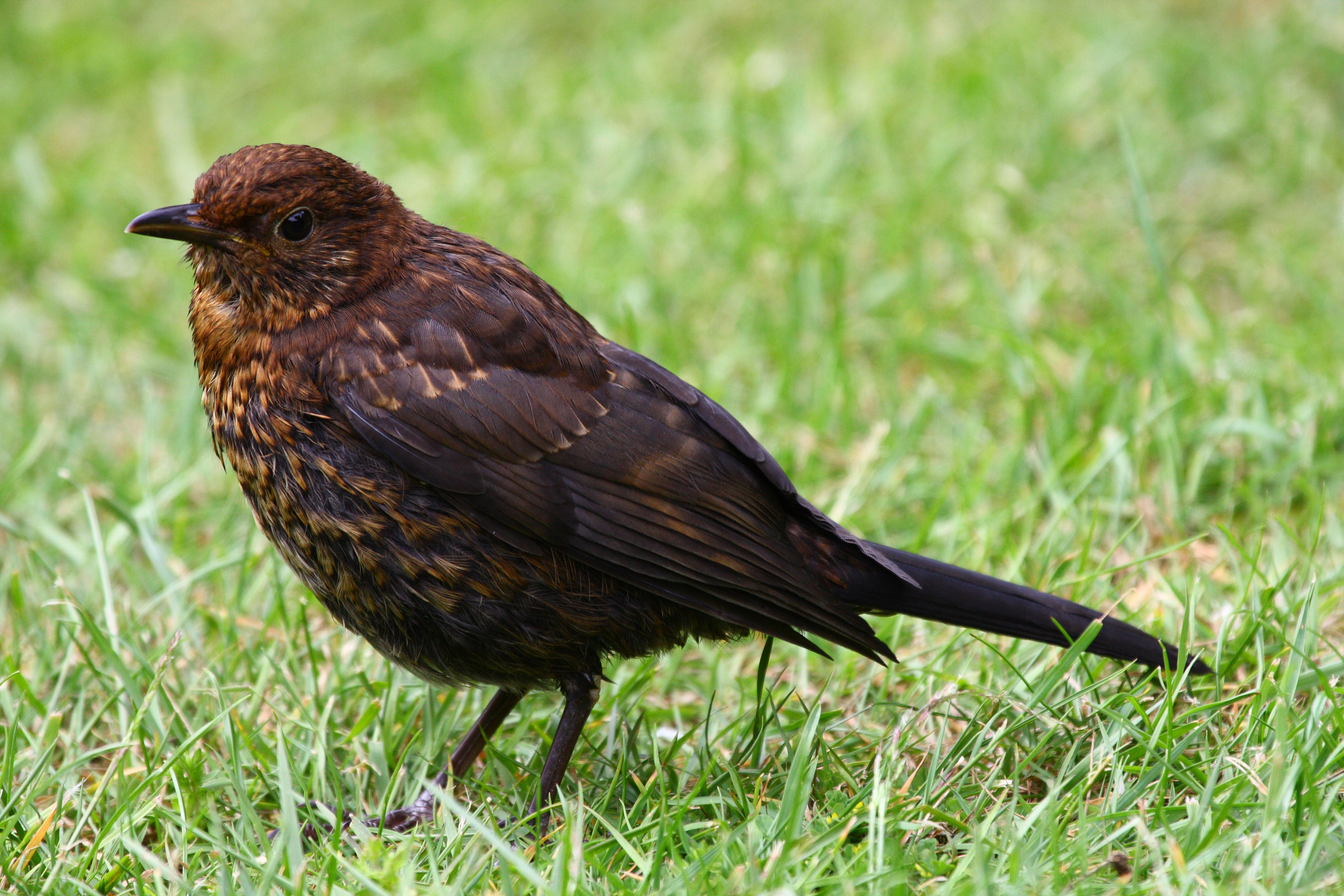
一隻生活在英格蘭的幼年T. m. merula

欧乌鸫由卡爾·林奈在1758年出版的《自然系統》第10版中首次描述，當時學名為Turdus merula。這個學名的兩部分都來自拉丁語，其意思大致都是指鶇科的鳥類。其種加詞更是欧乌鸫法語名“merle”和低地蘇格蘭語名“merl”的起源。在鶇科鶇屬的60多種鳥類中，欧乌鸫與東南亞和西南太平洋地區的島鶇（T. poliocephalus）在進化過程上有較近的關係。

### 亚种
作為分佈極為廣泛的一種鳥類，欧乌鸫有許多的亞種，它們包括：

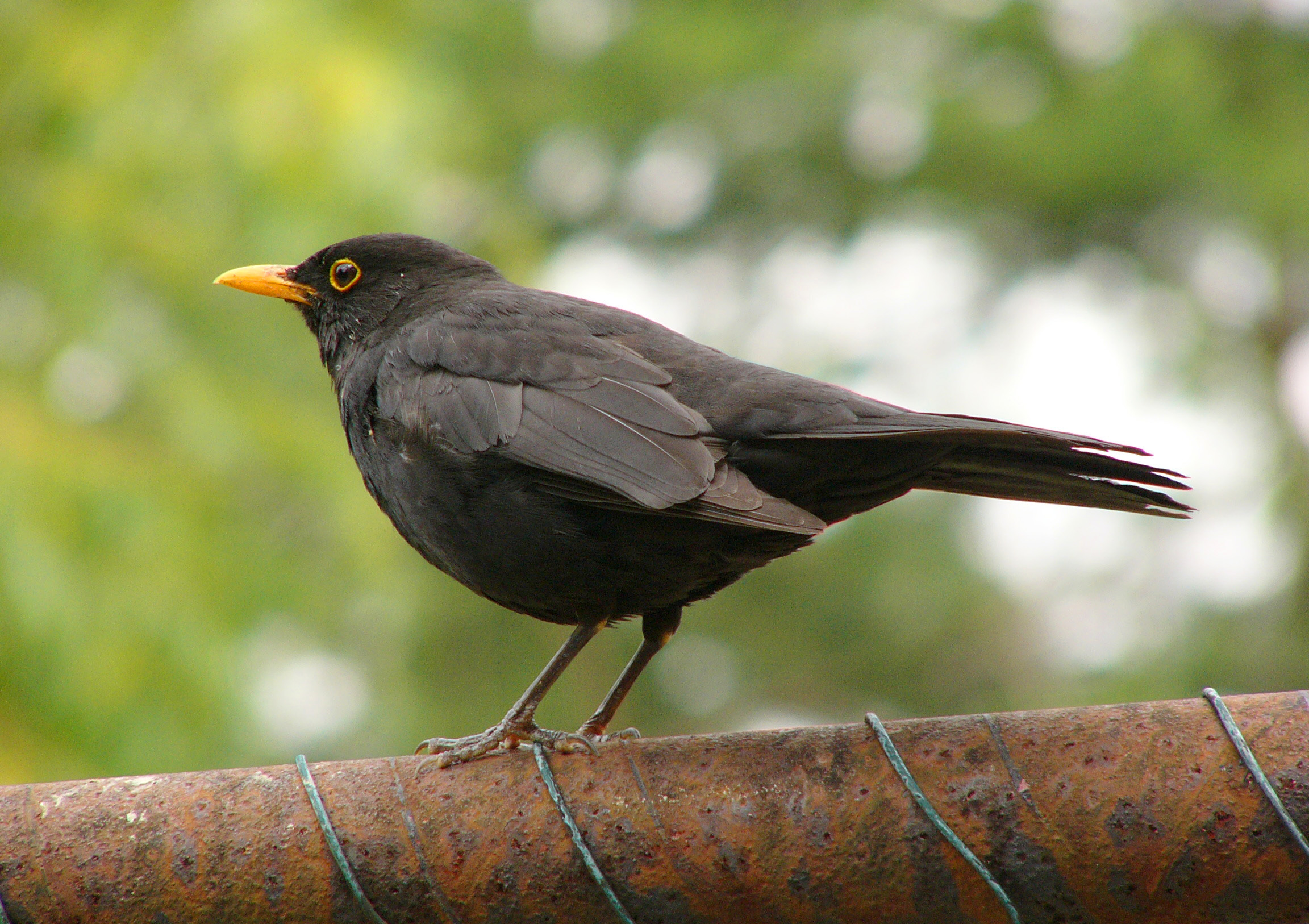
一隻接近成年的雄性，翅膀上還能看出些許褐色的痕跡

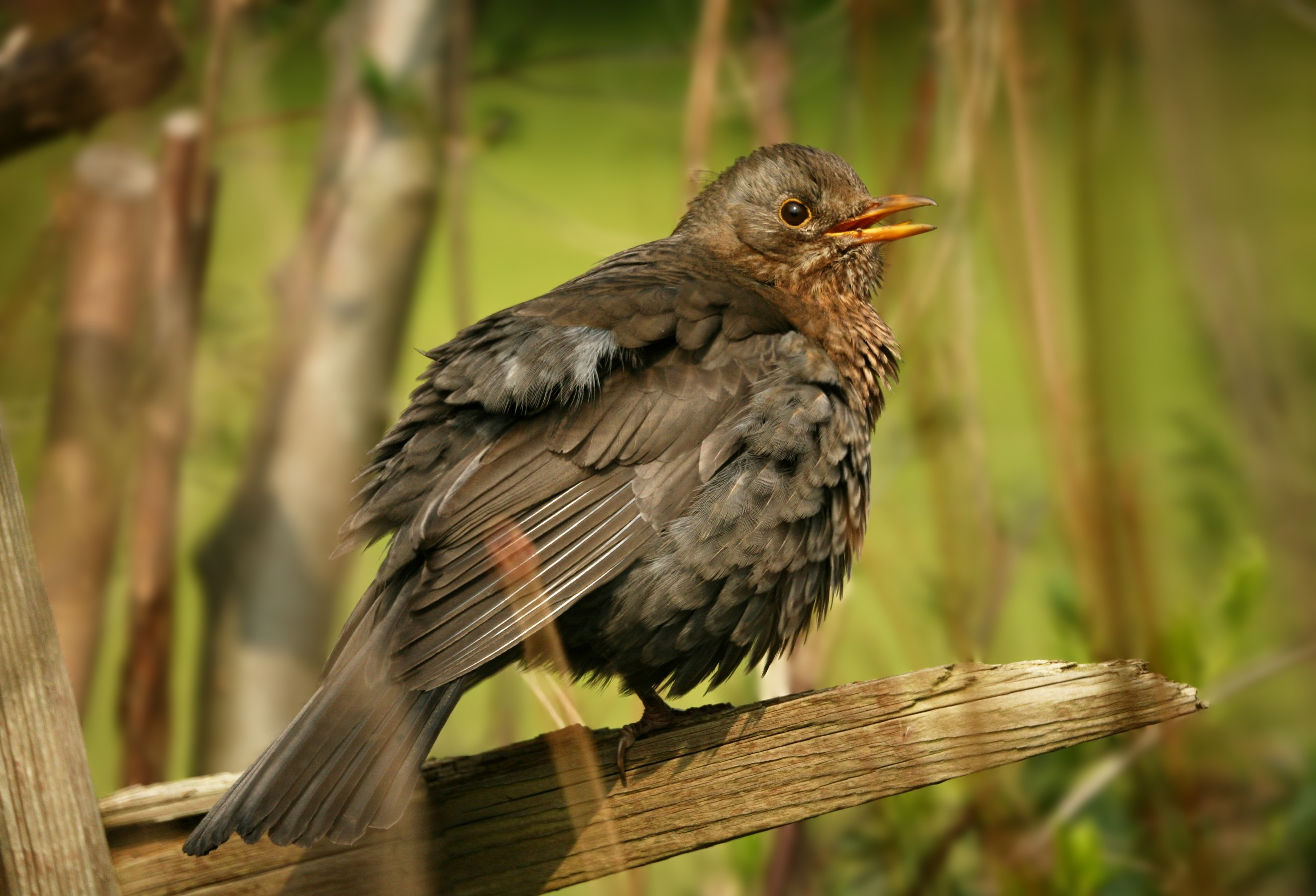
一隻雌性指名亞種

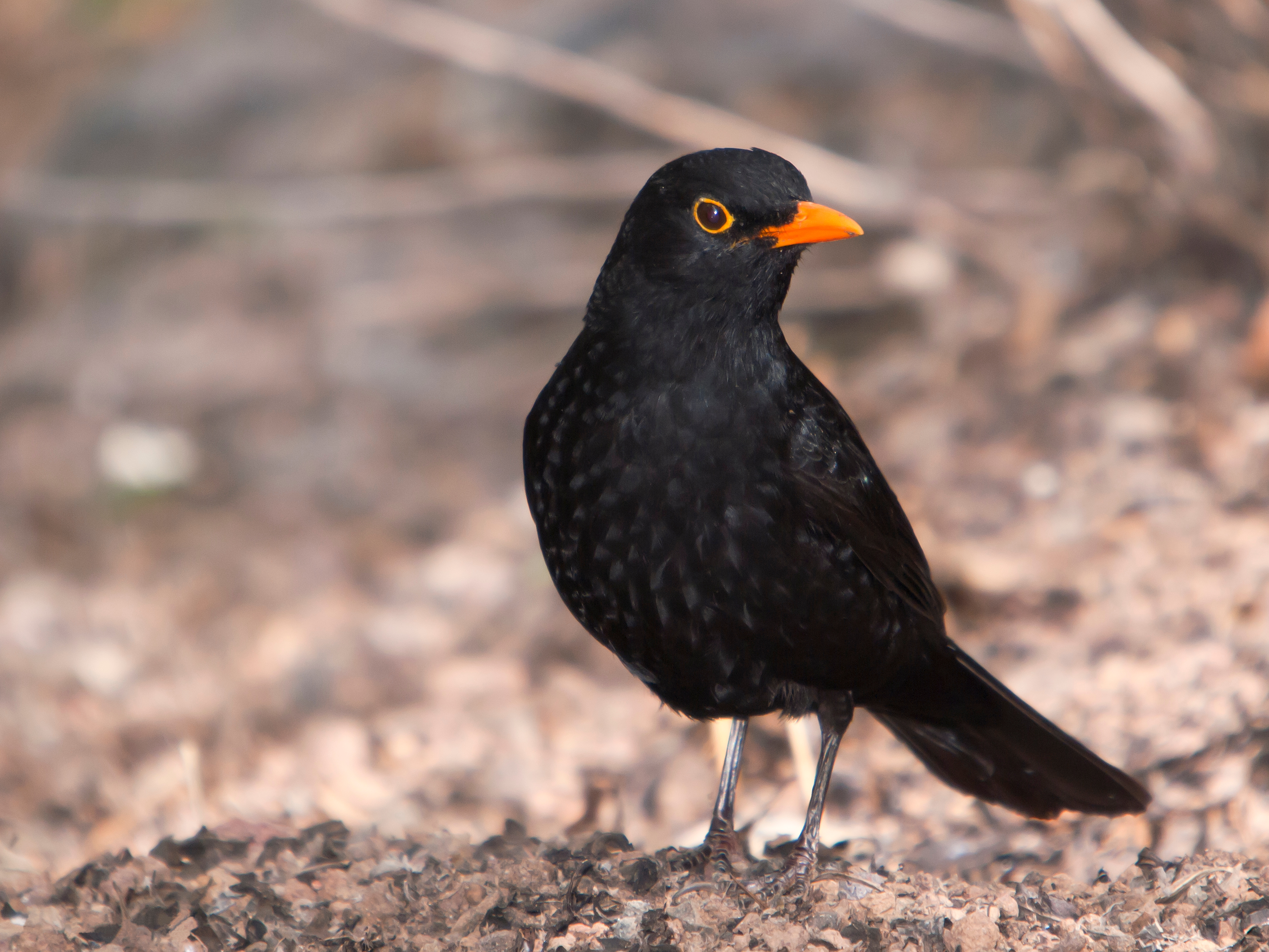
生活在大加那利島的T. m. cabrerae

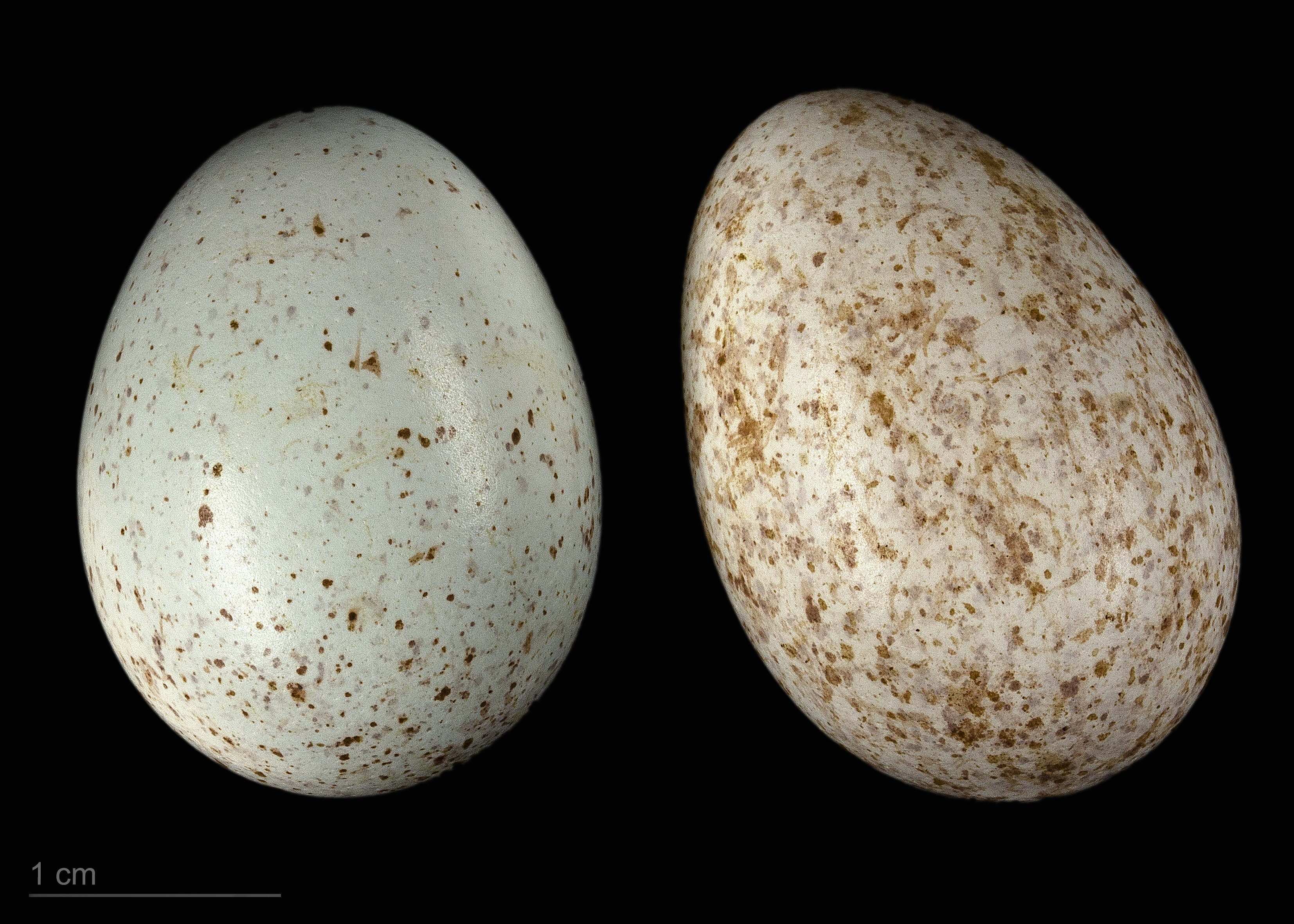
Turdus merula merula

- T. m. merula，指名亞種：分佈於從冰島和英倫諸島到烏拉爾山脈的廣大歐洲地區，分佈範圍最北則可達北緯70度，但實際並不常見。尼羅河河谷地區也有少量的此亞種。它也被引入了澳大利亞和新西蘭。[7]
- T m. aterrimus：分佈於匈牙利及希臘南部、克里特島、土耳其北部和伊朗北部。此亞種為候鳥，會遷徙到土耳其南部、埃及北部、伊拉克及伊朗南部過冬。其體型較指名亞種更小，兩性的翎羽的顏色都較黯淡。[8]
- T. m. azorensis：亞速爾群島的小型族群。雄性羽毛顏色比指名亞種更黑更亮。[8]
- T. m. bourdilloni：其名稱是為了紀念印度特拉凡科森林管理員T. F.鮑迪倫（英语：T. F. Bourdillon），此亞種生活在特拉凡科海拔900（3,000英尺）以上的山嶺中, 與另一亞種simillimus較像，在某些地區生活在一起[9]，其雄性都是棕褐色的。[10]
- T. m. cabrerae：以西班牙博物學家安赫爾·卡布雷拉（英语：Ángel Cabrera (naturalist)）之名命名，分佈於馬德拉群島大部和加那利群島西部。[8]
- 乌鸫新疆亚种（T. m. intermedia）：分布于阿富汗、伊拉克、巴基斯坦以及中国大陆的新疆、青海等地。该物种的模式产地在新疆阿克苏。[7][11]此亞種體型較大。[12]
- T. m. kinnisii：其名稱是為了紀念英國醫生約翰·金尼斯（英语：John Kinnis），此人曾在錫蘭的英國軍隊中服役。這個亞種就生活在斯里蘭卡海拔9,000（30,000英尺）以上的山地中。雄性為藍灰色。雌性與其相似，但較顯褐色[13]。其體型與nigropileus一般，但眼環呈橘紅色。
- 中國黑鶇（T. m. mandarinus）：是中国的特有物种。分布于中国大陆除東北以外的大部分地區以及台灣。该物种的模式产地在中国南部。[14][15]其某些族群會遷往香港及老撾、越南等地過冬。雄性為黑色，雌性與雄性較為相似，但稍顯褐色，身體後部的羽毛顏色較淡[16]，這是一個大型的亞種。[12]此亞種已獨立為中國黑鶇新種。
- T. m. mauretanicus：分佈於摩洛哥中北部、阿爾及利亞沿海和突尼斯北部地區，是一種小型欧乌鸫。[8]
- 乌鸫西藏亚种（T. m. maximus）：分布于巴基斯坦、印度、不丹以及中国大陆的西藏等地，多见于海拔2000-4000米高处的林缘、灌丛或山坡。该物种的模式产地在克什米尔。[17]
- T. m. nigropileus：生活在西高止山脈中北部海拔1,820（5,970英尺）以上的地區，一些族群在冬季向南遷徙[9]。雄性羽毛為灰褐色，頭部為黑色。雌性則是正常的褐色。[13]這是一種小型的欧乌鸫，有較大的黃色的眼環。[10]
- 乌鸫四川亚种（T. m. sowerbyi）：其名稱是為了紀念英國博物學家詹姆斯·索爾比（英语：James Sowerby），是中国的特有物种。分布于四川等地，主要栖息于平原田野或庭园的乔木上。该物种的模式产地在四川乐山[18]，它與指名亞種肖似，但更小更黑。[12]如今被划分为中國黑鶇的亚种。[19]
- T. m. spencei：其名稱是為了紀念英國昆蟲學家威廉·斯彭思（英语：William Spence (entomologist)）。它與nigropileus較像，但頭部顏色較淡。生活於東高止山脈[7]。實際上其分類有爭議，有時會被劃分到nigropileus之中[9][10]。
- T. m. syriacus：分佈於地中海沿海及南至西奈半島北部的中東地區。此亞種的部分族群會進行遷徙，它們在冬天會前往約旦河及尼羅河三角洲地區。兩性的翎羽的顏色都比指名亞種更深。[7]

欧乌鸫的幾個印度、中國亞種有時會單獨列出，形成T. simillimus、T. maximus、T. mandarinus。

## 描述
| 雄鳥叫聲 |
| -------- |
| 1        |
| 2        |
| 報警聲   |

欧乌鸫的指名亞種身體長度在23.5—29（9.3—11.4英寸）之間，體重則在80—125克（2.8—4.4盎司）之間。成年雄性翅膀為光亮的黑色，腿部則為黑褐色，有黃色的眼環和橘黃色的喙。在冬季喙的顏色會變深。常年雌性則通體碳褐色，喙的顏色較為黯淡，有灰白色的喉部，胸部有不分明的斑點。幼體特征一律與成年雌性相同，唯獨上半身多出一些白斑，斑點也會出現在特別年幼的個體的喙上。在幼體中，顏色較深者比較可能為雄性。剛成年不到十二個月的雄性有深色的喙和較淡的眼環，翅膀也還是褐色的，只有身體其他部位上的羽毛變成黑色。

## 分佈與棲息地
欧乌鸫的亞種廣泛分佈于歐、亞、北美等大陸上，在加那利群島等島嶼上也可以見到其蹤跡。新西蘭和澳大利亞的欧乌鸫則是後來人為引入的。其西部和南部的亞種種群數量都很穩定，但是北部的欧乌鸫因為會進行遷徙而使得其數量在每年不同季節間發生變化。不過生活在都市區的欧乌鸫也有可能就留在溫暖的、食物豐富的城市裡過冬，而不進行遷徙，它們的繁殖季也較靠前。
大多數的欧乌鸫都生活在林地中，它們喜好在落葉樹上築巢。不過在一些人類的花園裡面，其密度比林地中的最高的10公頃一對還要密集，達到平均7.5公頃一對。緯度更高的地區，其棲息地則主要由環頸鶇佔據。
在歐洲，欧乌鸫生活在海拔1,000（3,300英尺）以下的地區，北美洲在海拔2,300（7,500英尺）以下，印度半島和斯里蘭卡為在海拔900—1,820（2,950—5,970英尺）。只有喜馬拉雅地區的亞種會生活在更高的地區，例如T. m. maximus的活動範圍高達海拔3,200—4,800（10,500—15,700英尺），在冬季也還高於在海拔2,100（6,900英尺）。
它們有時也會漂泊到本來不生活的地區，例如一些從飼養環境中逃出的欧乌鸫在1971年出現在了魁北克，當時這並非學界認可的欧乌鸫分佈範圍。後來1994年在紐芬蘭博納維斯塔發現了野生種，其分佈區才向北更進一步。

## 文化

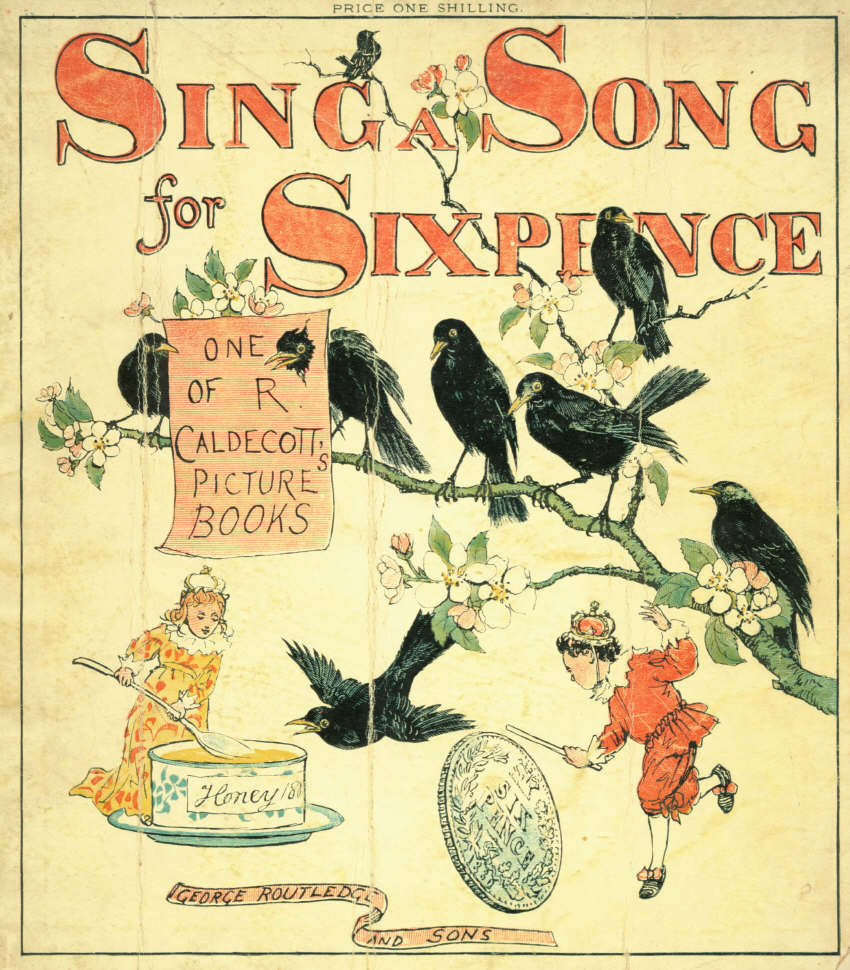
1880年的《六便士之歌》繪本封面

在古希臘傳說中，欧乌鸫象征著珀尔塞福涅，與因吃了哈德斯的石榴而墮入地獄的冥后一樣，傳說欧乌鸫吃了石榴就會死。此外，欧乌鸫也經常出現在許多的歐洲民間文學中，《六便士之歌》即其中之一。英語聖誕頌歌《聖誕節的十二天》中的歌詞“four calling birds”（四隻唱歌的鳥）在18世紀時作“four colly birds”（四隻黑色的鳥），即指欧乌鸫。
與其他一些黑色的鳥（如烏鴉）不同，欧乌鸫在歐洲並不被認為是厄運的象征。在悲劇《馬爾菲公爵夫人》中，它的叫聲反而被當做對災難的預警。
欧乌鸫是瑞典的國鳥，曾被印在1970年30歐爾的郵票上。此外英國、愛爾蘭也有發行印有欧乌鸫的郵票。據說塞爾維亞語中的科索沃一詞也來自欧乌鸫（kos），科索沃波列的意思就是“有欧乌鸫的地方”。

## 延伸阅读
[在维基数据编辑]
 《欽定古今圖書集成·博物彙編·禽蟲典·百舌部》，出自陈梦雷《古今圖書集成》

## 外部連結
- ARKive - 欧乌鸫的圖片和影片
- RSPB 欧乌鸫首頁 （页面存档备份，存于）
- BBC 欧乌鸫首頁 （页面存档备份，存于）
- Birds of Britain 欧乌鸫頁面

在這裡聆聽欧乌鸫的聲音：
- 欧乌鸫的視頻